# Васьёган (нижний приток Оби)
Васьёган (устар. Вась-Юган) — река на Севере Западной Сибири, протекает в Приуральском районе и городском округе Салехард Ямало-Ненецкого АО. Устье реки находится в 273 км по правому берегу реки Обь. Длина реки 20 км.
С 2000 года и по сей день река загрязняется в черте города Салехард городскими канализационными стоками, сбрасываемыми через аэрационную станцию и пруды-отстойники, находящиеся на берегу реки.

## Данные водного реестра
По данным государственного водного реестра России относится к Нижнеобскому бассейновому округу, водохозяйственный участок реки — Обь от города Салехард и до устья, речной подбассейн реки — бассейны притоков Оби ниже впадения Северной Сосьвы. Речной бассейн реки — (Нижняя) Обь от впадения Иртыша.